# Giorgio Brambilla
Pour les articles homonymes, voir Brambilla.
Giorgio Brambilla est un cycliste italien, né le 19 septembre 1988 à Lecco. Il est professionnel de 2010 à 2014. 

## Biographie
Il se retire du cyclisme à l'issue de la saison 2014,.

## Palmarès
- 2005
  - 2e étape du Grand Prix Rüebliland
  - 3e du Trofeo Guido Dorigo
- 2006
  - 2e du Grand Prix Rüebliland
- 2007
  - 3e de la Coppa 1° Maggio
- 2008
  - Circuito Guazzorese
  - 2e de Paris-Roubaix espoirs
  - 3e du Trophée Lampre
- 2009
  - 3e de Paris-Roubaix espoirs
  - 3e du Circuito Alzanese
- 2012
  - Dorpenomloop Rucphen
- 2013
  - 3e du Paris-Arras Tour

## Classements mondiaux
| Année            | 2007  | 2008 | 2009 | 2010 | 2011  | 2012 | 2013 |
| ---------------- | ----- | ---- | ---- | ---- | ----- | ---- | ---- |
| UCI Africa Tour  |       |      |      |      |       |      | 60e  |
| UCI America Tour |       |      |      |      | 358e  |      |      |
| UCI Europe Tour  | 1108e | 496e | 519e | 698e | 1054e | 97e  | 549e |